# (10207) Comeniana
(10207) Comeniana est un astéroïde de la ceinture principale.

## Description
(10207) Comeniana est un astéroïde de la ceinture principale. Il fut découvert le 16 août 1997 à Modra par Peter Kolény et Leonard Kornoš. Il présente une orbite caractérisée par un demi-grand axe de 2,41 UA, une excentricité de 0,08 et une inclinaison de 6,8° par rapport à l'écliptique.

## Compléments